# Collège de Saint-Mihiel
Le Collège de Saint-Mihiel est un collège fondé en 1643 par les Chanoines réguliers de la Congrégation de Notre-Sauveur dans la ville de Saint-Mihiel sous le nom de « Notre-Dame de la Paix ». Il était destiné à l'enseignement des garçons de familles modestes. L'institution, de petite taille, était presque abandonnée au moment de sa fermeture sous la Révolution en 1790. Il en subsiste un bâtiment du XVIIe siècle comprenant un portail sculpté monumental.